# Ligne de Troyes à Brienne-le-Château
La ligne de Troyes à Brienne-le-Château est une ligne de chemin de fer française du département de l'Aube qui relie l'agglomération troyenne à Brienne-le-Château où elle rejoint la ligne de Jessains à Sorcy partiellement déclassée. Elle est un maillon de la relation fret Troyes – Vitry-le-François.
Elle constitue la ligne no 012 000 du réseau ferré national. Historiquement, elle constituait un tronçon de la ligne 267 (Sens – Troyes – Saint-Dizier – Revigny) dans l'ancienne numérotation SNCF des lignes de la région Est.

## Chronologie
- Décembre 1886 : mise en service de Troyes à Brienne par la Compagnie des chemins de fer de l'Est[1] ;
- 1er décembre 1950 : fermeture au service voyageurs[2] ;
- 1976 : mise à voie unique ;
- fin 2005 : fermeture de la section Thenellières – Brienne-le-Château au service marchandises ;
- 12 décembre 2010 : réouverture au service marchandises.

## Historique
Ouverte en 1886, elle faisait alors partie de la liaison no 26 définie dans la loi du 17 juillet 1879 (dite plan Freycinet) visant à relier Auxerre à Vitry-le-François, par ou près Saint-Florentin, Troyes et Brienne (145 km). Les autres lignes concernées par cette liaison sont les lignes :
- Auxerre – Monéteau - Gurgy, ouverte en 1853 par la compagnie de Paris à Lyon,
- Monéteau - Gurgy – St-Florentin, ouverte en 1926 par le PLM,
- St-Florentin – Troyes, ouverte en 1891 par l'Est,
- Troyes – Brienne, ouverte en 1886 par l'Est,
- Brienne – Vallentigny, ouverte en 1884 par l'Est,
- Vallentigny – Vitry, ouverte en ?.

La ligne, partie d'une section de Saint-Florentin à Brienne-le-Château, est déclarée d'utilité publique par une loi le 2 février 1881. Elle est concédée à titre définitif comme partie de l'itinéraire de Troyes à Vitry-le-François par l'État à la Compagnie des chemins de fer de l'Est par une convention signée entre le ministre des Travaux publics et la compagnie le 11 juin 1883. Cette convention est approuvée par une loi le 20 novembre suivant.
Fermée en 2005 entre les gares de Thennelières et de Brienne-le-Château, la liaison directe a été rétablie le 12 décembre 2010 par RFF, qui a investi 400 000 € afin de permettre à nouveau de relier Troyes à Vitry-le-François.